# Brdice pri Kožbani
Brdice pri Kožbani – wieś w Słowenii, w gminie Brda. W 2018 roku liczyła 17 mieszkańców.